# The Score (группа)
The Score — американская рок-группа, созданная в 2015 году в Нью-Йорке. В состав группы входят Эдди Энтони и Эдан Довер.

## История
The Score стали известными в начале 2015 года после того, как английская сеть супермаркетов Asda, принадлежащая Walmart, использовала их песню «Oh My Love» в крупной рекламной кампании под названием «Save Money, Live Better». Согласно Asda, одна из причин, по которой они выбрали песню, заключалась в том, что они были безымянными и неизвестными. В июле 2015 года «Oh My Love» достигла 43 места в UK Singles Chart. В том же году песня стала наиболее популярной среди других песен из реклам по поиску на сервисе Shazam. Песня также появилась в фильме 2015 года «Элвин и бурундуки: Грандиозное бурундуключение». После успеха «Oh My Love» The Score подписали контракт с лейблом Republic Records, который действует как подразделение Universal Music Group. В сентябре 2015 группа выпустила мини-альбом Where Do You Run.
23 сентября 2016 года The Score выпустили новый мини-альбом под названием Unstoppable. Одноимённая песня стала одним из саундтреков к фильму «Могучие рейнджеры» 2017 года. В 2018 году эта песня использовалась в рекламных кампаниях Jeep Grand Cherokee, а также на различных соревнованиях.

### 2017—2018:Myths & Legends,Atlas
14 апреля 2017 года The Score выпустили новый мини-альбом под названием Myths & Legends, включающий в себя новые песни «Miracle», «Higher», «Revolution» и «Legend».
8 сентября они выпустили песню «Never Going Back» в качестве сингла с дебютного полноформатного альбома Atlas, выпущенного 13 октября. В альбом также вошли такие песни как «Shakedown», «Who I Am», «Strange», «Only One», «Believe» и «Tightrope». Песня «Legend» была включена в саундтрек к NHL 18.
29 июня 2018 года The Score выпустили сингл «Glory».
7 сентября 2018 года The Score выпустили новый сингл «Stronger». Согласно их аккаунту в Twitter, песня знаменует новую эру для группы. Официальное музыкальное видео на песню было выпущено на YouTube 4 октября 2018 года. На 19 июня 2019 года его посмотрели почти 29 миллионов человек.
26 октября 2018 года The Score выпустили ещё один новый сингл под названием «The Fear».
Песня «Higher» также была использована в 22 серии 2 сезона телесериала «Ривердейл».

### 2019:Pressure EP, Stay EP
29 января 2019 года The Score объявили, что 1 февраля выйдет мини-альбом под названием Pressure, в который будут входить песни «Under The Pressure», «Born For This» и «Dreamin», а также ранее выпущенные песни «The Fear», «Glory» и «Stronger».
24 мая 2019 года The Score выпускают новый сингл «Stay». 9 августа 2019 года The Score выпускают мини-альбом Stay, в который вошли шесть новых песен — «Rush», «Hunger», «Run Like A Rebel», «In My Bones», «Can’t Stop Me Now», а также уже известный сингл «Stay».

### OST
В американском боевике Майкла Бэя «Призрачная шестёрка» (англ. 6 Underground) вышедший в свет 13 декабря 2019 года на стрим-канале Netflix  были включены в саундтрек синглы: «Glory», «The Fear», «Legend», «Bulletproof».

## Состав группы
- Рамирез Эдди Энтони — вокал, гитара (с 2015)
- Довер Эдан Чай — бэк-вокал, клавишные, продюсер (с 2015)

## Дискография
| - 2017 — Atlas - 2020 — Carry On - 2022 — Metamorph - 2015 — Where Do You Run - 2016 — Unstoppable - 2017 — Myths & Legends - 2017 — Stripped - 2019 — Pressure - 2019 — Stay - 2020 — Chucks Flannels and Fenders - 2020 — Screaming At The Top Of Your Lungs - 2020 — Set It Off - 2020 — Breathe You Got This - 2021 — Chrysalis | - 2015 — «Oh My Love» - 2015 — «White Iverson» - 2016 — «On and On» - 2016 — «Unstoppable» - 2017 — «Legend» - 2017 — «Revolution» - 2017 — «Miracle» - 2017 — «Higher» - 2017 — «Never Going Back» - 2018 — «Glory» - 2018 — «Stronger» - 2018 — «The Fear» - 2019 — «Stay» - 2019 — «In My Bones» - 2019 — «Hunger» - 2019 — «Rush» - 2019 — «Run Like A Rebel» - 2019 — «Can’t Stop Me Now» - 2019 — «Bulletproof» feat. xylø - 2020 — «Best Part» - 2020 — «The Champion» - 2021 — «Victorious» - 2021 — «Head up» - 2021 — «Top Of The World» - 2021 — «Pull The Cord» - 2021 — «Good To Be Alive» - 2021 — «Alarm» - 2021 — «Big Dreams» (The Score, FITZ) - 2022 — «Enemies» - 2022 — «Skeleton» - 2022 — «In My Blood» - 2022 — «Fighter» - 2022 — «Bad Days» (The Score, DREAMERS) - 2023 — «Deep End» - 2024 — «Survivor» |